# Uniwersytet w Mesynie
 Uniwersytet w Mesynie (wł. Università degli Studi di Messina) – włoska publiczna uczelnia wyższa.

## Historia
Poprzednikiem uczelni było Studiorum Universitas utworzone formalnie w listopadzie 1548 przez papieża Pawła III. Jej wykładowcami byli wówczas m.in. Giovanni Alfonso Borelli, Pietro Castelli, Giovan Battista Cortesi, Carlo Fracassati, Giacomo Gallo, Mario Giurba, Marcello Malpighi oraz Francesco Maurolico. Uczelnia została zamknięta w 1647 roku po nieudanym powstaniu antyhiszpańskim. Dopiero w 1838 roku król Ferdynand II otworzył ją ponownie, jednak gdy w 1847 roku rozpoczęło się powstanie w Palermo oraz Wiosna Ludów, znów została zamknięta.
Uczelnia została ponownie otwarta w 1849 roku, jednak przyjmowano na nią jedynie studentów z Kalbrii i prowincji sycylijskich. Miało to znaczny wpływ zarówno na liczbę studentów (w latach 1890-1908 było ich od 650 do 700), jak i na funkcjonowanie uczelni. Na uczelni wykładali wówczas m.in. Pietro Bonfante, Leonardo Coviello, Vittorio Martinetti, Vittorio Emanuele Orlando, Giovanni Pascoli i Gaetano Salvemin.  
W 1908 roku trzęsienie ziemi, które nawiedziło Sycylię i południowe Włochy, spowodowało śmierć licznych wykładowców oraz znaczne zniszczenia budynków uczelni. Działalność Uniwersytetu zainaugurowano ponownie w październiku 1909, kiedy otwarto Wydział Prawa.   

## Struktura organizacyjna
W skład uczelni wchodzą następujące jednostki organizacyjne:
- Wydział Ekonomii
- Wydział Inżynierii
- Wydział Nauk Humanistycznych i Filozofii
- Wydział Prawa
- Wydział Matematyki, Fizyki i Nauk Przyrodniczych
- Wydział Medycyny i Chirurgii
- Wydział Farmacji
- Wydział Nauk Politycznych
- Wydział Nauk Statystycznych
- Wydział Kształcenia Nauczycieli
- Wydział Medycyny Weterynaryjnej